# Riki Rachtman
David Alan "Riki" Rachtman (15 de junio de 1965) es un presentador estadounidense de radio y televisión, nacido en Van Nuys, Los Ángeles, California. En su juventud fue cantante de rock, e integró las bandas Angry Samoans, The Fairlanes, Virgin y Battery Club, con la que incluso logró salir de gira junto a The Offspring. De 1990 a 1995, Rachtman fue el presentador del programa Headbangers Ball de la cadena MTV, reemplazando a Adam Curry. Se le puede ver en el vídeo de la canción "November Rain" de Guns N' Roses como invitado especial en la escena de la fiesta.
Luego de su experiencia en Headbangers Ball, Riki presentó programas como Loveline, Riki Rachtman Radio, 22 Greatest Bands, Rock of Love: Charm School y Rock of Love (reality show protagonizado por Bret Michaels, vocalista de la banda Poison) tanto en radio como en televisión.

## Vida personal
Rachtman nació en Van Nuys, Los Ángeles. En 1999 vivió en Orange County, California. Riki le comentó al cantante Chris Cornell de Soundgarden en un episodio de The Headbanger's Ball en 1994, que alguna vez vivió en Nueva Zelanda.
Tuvo una relación con la actriz porno Janine Lindemulder. Rachtman se casó con Gayle Rachtman en 2003 y se separaron en 2011. No tuvieron hijos.